# Skokalnicata Popova Šapka
Die Skokalnica (mazedonisch für Skisprungschanze) im Skigebiet Popova Šapka (mazedonisch Попова Шапка) bei Tetovo im Gebirge Šar Planina im heutigen Nordmazedonien war während der jugoslawischen Zeit die erste Skisprungschanze der Volksrepublik Mazedonien. Sie ist bis heute die einzige Skisprungschanze, die je auf nordmazedonischem Staatsgebiet stand. 

## Konstruktion
Die K-30 Schanze wurde 1947 aus Holzbalken errichtet, die von Pferden gebracht wurden. Auch ein steinerner Anlaufturm, der noch immer dort steht, wurde errichtet.

## Geschichte
Nach dem Bau der Schanze wurden einige, oft gefährliche, gut besuchte Wettkämpfe auf Holzskiern veranstaltet. Während des jugoslawischen Juniorenpokals sprangen der Mazedonier Aleksandar Stojanovski und der Slowene Janez Kolishek den Schanzenrekord von 31,0 Metern. Danach wurde die Konstruktion jedoch morsch und musste im Jahr 1951 abgerissen werden. Wiederaufbauversuche der Bevölkerung wurden von jugoslawischen Behörden untersagt. 

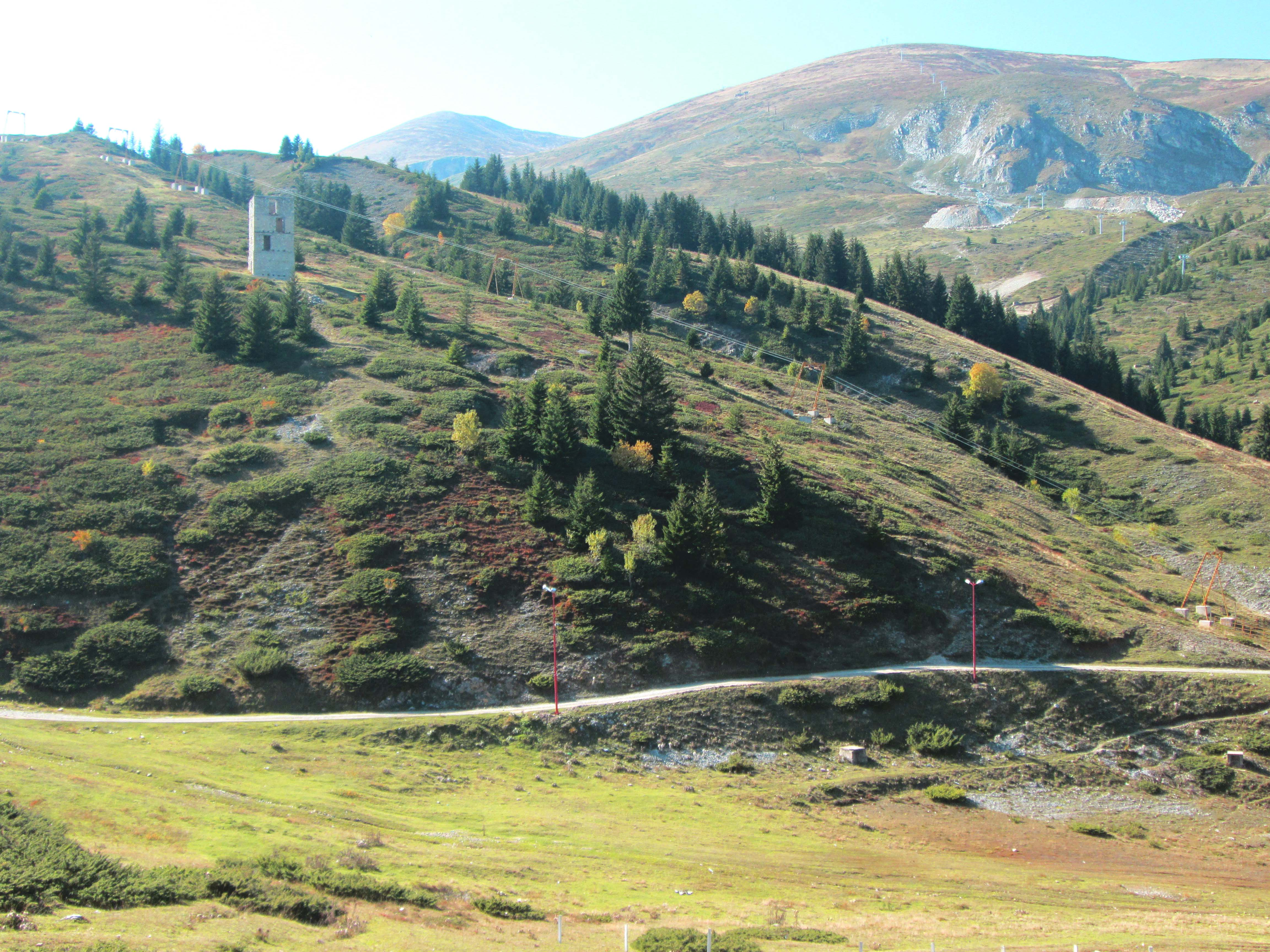
Der Hang mit dem ehemaligen Anlaufturm der Schanze

Obwohl die Skokalnicata Popova Šapka die erste und letzte Schanze Mazedoniens war, gab es 2008 Pläne, eine Weltcupschanze in Nordmazedonien zu bauen. Der Vizepremier Zoran Stavrevski forderte einen Investitionsplan für 5 Millionen Euro, die die Regierung bereitstellte und der Verantwortliche, Dragan Gjucevski nannte Weltcups in Nordmazedonien ab 2010 als Ziel, jedoch wurden diese Pläne nie umgesetzt.